# Straning-Grafenberg
Straning-Grafenberg – gmina targowa w Austrii, w kraju związkowym Dolna Austria, w powiecie Horn, w regionie Waldviertel. Według Austriackiego Urzędu Statystycznego liczyła 767 mieszkańców (1 stycznia 2014).